# Gai Octavi (avi d'August)
Gai Octavi (en llatí Caius Octavius) va ser un cavaller romà del segle ii aC. Era fill de Gai Octavi, tribú militar, pare de Gai Octavi, pretor l'any 61 aC, i avi de l'emperador August. Formava part de la gens Octàvia, una gens romana d'origen plebeu.
Va viure a la ciutat de Velitres exercint diversos alts càrrecs municipals sense aspirar a les dignitats de l'estat romà. Tenia considerables propietats que probablement va augmentar prestant diners amb usura, cosa que suggereixen els comentaris de Marc Antoni i Gai Cassi, que quan volien insultar August deien que era net d'un banquer i prestador de diners.